# Journal of the Society of Chemical Industry
Journal of the Society of Chemical Industry – angielskie czasopismo naukowe, miesięcznik poświęcony ogólnym zagadnieniom chemii oraz przemysłowi chemicznemu. Wydawane w Londynie w Eyre and Spottiswoode, His Majestry`s Pronters w latach 1882–1917. Kontynuowany po roku 1918–195? pod tytułem Journal of the Society of Chemical Industry London. 
Według ISI w roku 2014 impact factor czasopisma wyniósł 2,349.